# Tintinnabularia gratissima
Tintinnabularia gratissima är en oleanderväxtart som beskrevs av J.F. Morales. Tintinnabularia gratissima ingår i släktet Tintinnabularia och familjen oleanderväxter. Inga underarter finns listade i Catalogue of Life.